# Абелардо Монтальво
Абелардо Монтальво Альвеар (1876—1950) — еквадорський політичний діяч, тимчасовий президент країни з жовтня 1933 до серпня 1934 року.

## Життєпис
Отримав ступінь доктора права в Університеті Кіто. Був сенатором від провінції Пічинча. 1906 року був членом Конституційної асамблеї. Окрім справ політичних, був також професором права в Центральному університеті Еквадору, а також ректором Національного коледжу Мехіа.
Монтальво став президентом Еквадору, коли Національний конгрес висловив небажання мати справу з його попередником Хуаном де Діосом Мартінесом. Законодавчий орган двічі запропонував де Діосу вийти у відставку, але той відмовився. Після цього члени Конгресу звинуватили де Діоса у спробі узурпації влади. Пізніше Сенат притягнув де Діоса до відповідальності, а виконувачем обов'язків президента призначив міністра внутрішніх справ, Абелардо Монтальво. Він виконував обов'язки глави держави, поки новим президентом не був обраний Хосе Марія Веласко Ібарра.